# Chikeluba Ofoedu
Chikeluba Francis Ofoedu (* 12. November 1992 in Enugu) ist ein nigerianischer Fußballspieler.

## Karriere
Nwogbo kam in der nigerianischen Stadt Jos auf die Welt und erlernte das Fußballspielen in den Jugendmannschaften diverser Mannschaften seiner Heimat. Anschließend spielte er für die Universitätsmannschaft der Enugu Rangers.
Zum Sommer 2012 verließ er seine Heimat und wurde in die türkische TFF 1. Lig zum Aufsteiger 1461 Trabzon ausgeliehen. Nach einer Saison verließ er Trabzon und heuerte anschließend beim Ligakonkurrenten Karşıyaka SK an. In der Winterpause 2014/15 zog er zum Ligarivalen Samsunspor weiter und spielte dann ab dem Sommer 2018 für den Ligarivalen Eskişehirspor.
Im Sommer verließ er die Türkei und setzte seine Karriere bei Maccabi Tel Aviv fort. Der Verein aus Tel Aviv-Jaffa spielte in der ersten israelischen Liga, der Ligat ha’Al. 2019 und 2020 feierte er mit Maccabi die Meisterschaft. Für Maccabi absolvierte er 48 Erstligaspiele. Nach der Saison 2020 wurde sein Vertrag nicht verlängert. Im Januar 2021 ging er nach Asien. Hier unterschrieb er in Japan einen Vertrag bei Sagan Tosu. Der Verein aus Tosu spielt in der ersten Liga, der J1 League.

## Erfolge
Maccabi Tel Aviv
- Ligat ha’Al: 2019, 2020